# ORF 1
ORF 1 es el primer canal de televisión pública de Austria. Comenzó sus emisiones el 1 de agosto de 1955 cuando la Österreichischer Rundfunk fue creada. Tres años después, empezaría el servicio regular. Tiene una programación para todos los públicos y está disponible en todo el territorio nacional.
Se mantiene mediante los ingresos obtenidos por la publicidad y el pago de una licencia por parte de los espectadores. Inicialmente emitía por satélite con la señal codificada, pero desde 2006 también emite en la DVB-T.

## Historia
En el año 1954 comenzaron las primeras emisiones en pruebas en Viena, donde se creó el primer estudio en mayo de 1955. El 1 de agosto del mismo año comenzaron las emisiones regulares un par de días a la semana desde los transmisores de Viena-Kahlenberg, Linz-Freinberg y Graz-Shöckl cubriendo de esta forma el rango de emisión de las tres ciudades más pobladas del país.
El 1 de enero de 1957 comenzaron las emisiones seis días a la semana y ese mismo año se emitió la primera película. La televisión, aumentó de 50.000 a 100.000 espectadores durante el año, los espacios publicitarios comenzaron a partir del 1 de enero de 1959 y emite todos los días de la semana en octubre.
Las primeras pruebas para la introducción de la televisión a color comenzaron en diciembre de 1965 y finalmente terminaron el 1 de enero de 1969 con la emisión de toda la programación en color, el primer programa en emitir en color fue la retransmisión del concierto de Año Nuevo.
El 27 de octubre de 1992, FS1 pasó a llamarse "ORF 1". A partir del 8 de enero de 2011, ORF 1 se convierte en "ORF eins" y cambia su identidad visual.
El 2 de junio de 2008, ORF eins comenzó a emitir en alta definición, cinco días antes del comienzo de la Eurocopa 2008 de fútbol, que se disputó en Austria y Suiza. Se encuentra disponible por satélite cable e IPTV.

## Programación
Las emisiones de ORF eins constan principalmente de películas, series de televisión y eventos deportivos, mientras que la segunda cadena del grupo, ORF 2 se centra más en la información, documentales y programación cultural. Como el público objetivo de ORF es más joven que el de ORF 2, las emisiones ORF para niños, okidoki, se transmiten en ORF eins por las mañanas. Los eventos deportivos populares, como el esquí, la Fórmula 1 y el fútbol también ocupan la parrilla de ORF eins. ORF tiene derechos exclusivos de varios deportes como por ejemplo, la Fórmula 1 hasta 2020. Además del comentario regular, algunos acontecimientos deportivos, así como algunos dramas, llevan el comentario especial para los deficientes visuales vía el sistema de Zweikanalton.

## Identidad Visual

Logo ORF 1 de 2000 a agosto de 2005
Logo de ORF 1 de 1992 al 2000, además de agosto de 2005 al 8 de enero de 2011
Logo actual de ORF eins desde el 8 de enero de 2011
Logo de ORF 1 HD del 2 de junio de 2008 al 8 de enero de 2011
Logo actual de ORF eins HD desde el 8 de enero de 2011

## Organización

### Dirigentes
Directores generales :
- Josef Scheidl : 1960-1967
- Gerd Bacher : 1967-1974
- Otto Oberhammer : 1974-1978
- Gerd Bacher : 1978-1986
- Thaddäus Podgorski : 1986-1990
- Gerd Bacher : 1990-1994
- Gerhard Zeiler : 1994-1998
- Gerhard Weis : 1998-2001
- Monika Lindner : 2002 - 31/12/2006
- Alexander Wrabetz : desde el 1 de enero de 2007

Directores de programación :
- Gerhard Freund : 11/12/1957 - 04/04/1967
- Helmut Zilk : 04/04/1967 - 1974
- Wolfgang Lorenz

Director de Informativos :
- Elmar Oberhauser

### Capital
ORF eins pertenece el 100 % de su capital social al grupo de comunicación público Österreichischer Rundfunk (ORF).